# Методика викладання української мови
Мето́дика виклада́ння украї́нської мо́ви — розділ педагогіки, який вивчає форми, методи і зміст навчання української мови у початкових, середніх та старших класах загальноосвітньої школи. Методика викладання тісно пов'язана з такими напрямками мовознавства, як соціолінгвістика, діалектологія, а також із загальною дидактикою та психологією.
Зазвичай розрізняють загальну методику мови, або лінгводидактику, і часткову (конкретну) методику мови. Термін лінгводидактика був запроваджений у 1970-ті роки російським мовознавцем М. Шанським. Лінгводидактика, за Шанським — це теоретична основа методики, яка охоплює загальні закономірності навчання мови з урахуванням мовної ситуації, конвергенції мов, явищ білінгвізму тощо. Так, під час навчання української мови як другої (нерідної) лінгводидактика досліджує проблеми міжмовної інтерференції та транспозиції й на цій основі формулює методичні рекомендації. Конкретна методика займається шляхами вивчення окремих розділів та аспектів шкільного курсу мови.

## Методи дослідження
Як розділ педагогіки методика викладання мови має свої методи дослідження. Зазвичай, виокремлюють такі основні методи:
- Теоретичні:
  - критичний аналіз певної літератури;
  - теоретичне осмислення нововведень передових вчителів.
- Практичні (емпіричні):
  - констатуючий зріз (аналіз наявної ситуації);
  - педагогічний експеримент (пошукового, навчального, контрольного характеру);
  - спостереження й аналіз перебігу уроків
  - бесіди з учителями та учнями;
  - анкетування вчителів та учнів;
  - аналіз навчальних планів та іншої шкільної документації;
  - аналіз стенограм уроків та учнівських робіт.

## Розділи вивчення української мови
У методиці викладання української мови виділяють такі розділи:
- Загальні питання (мета, принципи, зміст, форми, методи навчання).
- Вивчення основних розділів курсу української мови
  - Фонетика. Орфоепія. Графіка. Орфографія.
  - Лексикологія. Фразеологія.
  - Будова слова. Словотвір. Орфографія.
  - Морфологія. Орфографія.
  - Синтаксис. Пунктуація.
- Розвиток усного й писемного мовлення.
- Позакласна робота з української мови.
- Особливості навчання української мови в школах з російською, кримськотатарською, болгарською, угорською та іншими мовами навчання.

## Форми вивчення мови
Методика викладання української мови передбачає класно-урочну форму як основну форму вивчення мови. Окрім того, виділяють інші форми навчання:
- Факультативне заняття
- Позакласна робота
- Екскурсія

## Класифікація уроків мови
Згідно з сучасною методикою викладання української мови всі уроки мови поділяються на дві великі групи:
- аспектні уроки (на яких вивчають окремі аспекти мови),
- уроки розвитку мовлення (їхнє завдання полягає у формуванні комунікативних навичок).

Аспектні уроки класифікують здебільшого за дидактичною метою:
- Уроки вивчення нового матеріалу;
- Уроки засвоєння нових знань;
- Уроки формування умінь та навичок;
- Уроки перевірки й обліку якості знань, умінь та навичок;
- Уроки, присвячені аналізу контрольних робіт;
- Уроки з повторення окремих тем, розділів;

Уроки розвитку мовлення, як правило, присвячені самостійній роботі учнів й проводяться у формі навчальних й контрольних переказів, написання творів та їхнього аналізу.

## Класифікація методів навчання мови
Мовознавець Біляєв Олександр Михайлович виділяє такі методи навчання української мови в школі:
- усний виклад матеріалу вчителем;
- бесіда вчителя з учнями (евристичного, повторювального або узагальнюючого характеру);
- спостереження учнів над мовою;
- метод вправ;
- робота з підручником, посібником, іншим джерелом.

Рекомендується на уроці вдаватися до комбінації різних методів при одному домінуючому.

## Джерело
Стаття О. М. Біляєва «Методика викладання української мови» // Українська мова: енциклопедія. — Київ: Видавництво "Українська енциклопедія" імені М. П. Бажана, 2000, с. 310—311.